# Branislav Pokrajac
Branislav Pokrajac (Belgrado, 27 de janeiro de 1947 - 5 de abril de 2018) foi um handebolista iugoslavo, que foi campeão olímpico.

## Títulos
- Jogos Olímpicos:
  - Ouro: 1972